# Pállya István
Pállya István József (Léva, 1740. szeptember 10. – Pest, 1802. április 6.) piarista rendfőnök, színműíró.

## Élete
Pállya Sándor, Eszterházy herceg tiszttartója és Pécsi Anna fia. Iskoláit szülővárosában kezdte; gimnáziumi tanulmányait a piaristák vezetése alatt folytatta a «szelíd iskolák»-ban. Korán távozván a szülői házból, nevelése és oktatása teljesen tanáraira volt bízva. A rendes tantárgyakon kívül megismerkedett a görög és a magyar irodalommal, a történelem, természettan és a matematika elemeivel. Legnagyobb szeretettel azonban az ékesszólással foglalkozott. 1756-ban, miután a humaniorákat elvégezte, belépett a kegyes-tanítórendbe és Privigyén töltötte az újoncéveket. Az akkori kor követelményeinek megfelelőleg a piarista tanárjelölteket a drámaírásba is bevezették és egy-két drámát is előadattak velük.
1757-ben a Nyitrai Piarista Gimnázium tanára. 1759-ben Rózsahegyen mint próbaéves tanár az alsó osztályokat vezette. A következő két évben (1760–61) Nagykárolyban működött mint tanár, részben mint filozófus; Lihán Paulin volt a tanára, ő vezette be a pedagógia ismereteibe is. 1761–62-ben folytatta bölcseleti tanulmányait és tanította az alsóbb osztályokat. E korból ránk maradt magyar beszédei közül kiválik a karácsonyi szent beszéd. 1762-ben rendfőnöke Kisszebenbe küldte, innét 1763-ban Debrecenbe helyeztetett át, hogy a szokásos teológiai tanfolyamot elvégezze.
1765. október 21-én Vácon fölszenteltetett és ugyanitt egy évig a szintaxisták és grammatisták tanára volt. 1766-ban, midőn a magyar piarista-rend százados fennállásának ünnepét ülte, Vácon beszédet tartott, 1767-69-ben Veszprémben a költészet és ékesszólás tanára volt. A rendkormány 1769-ben Nyitrára helyezte át; ott voltak ekkor a színműíró Simai Kristóf, akinek írói működésére jelentékeny befolyással volt, Dugonics András, akivel 1771-től felváltva végezte a magyar hitszónoki teendőket, továbbá Koppi Károly, Hannulik János, Benyák sat. 1773-ban a rendfőnök a nyitrai konviktus igazgatását is reá bízta. 1777-ben Kolozsvárra helyezték át, hogy az akkor átvett líceumot rendbe hozza.
1778-ban királyi rendelettel Bécsbe hivatott, hogy Mária Terézia királynő az újonnan felállítandó tanszékek ügyében meghallgassa véleményét. Előkelő föllépésével és ékes beszédeivel annyira megnyerte a királynő tetszését, hogy az udvari ebédre is meghívta és jobbja felől ültette. Bécsi utazásának eredménye volt, hogy a királynő egy új tanszék és egy nyilvános könyvtár felállítását, továbbá matematikai és fizikai eszközök beszerzését rendelte el. Sokat foglalkozott Erdély törvényeinek gyűjtésével; a Compilatio, melyet Károlyi Antal gróf felszólítására és költségén készített, valamelyik levéltárban lappang.
1782-ben lemondott kolozsvári állásáról; így lett aztán a váci nemesi konviktus igazgatója. Négy évig volt a váci Terézianum igazgatója, míg József császár a többi nemesi konviktussal együtt ezt is el nem törölte. Ekkor egy ideig nem vállalt hivatalt, hanem mint a pesti ház tagja a nagynevű Dessewffy József gróf nevelésével foglalkozott. 1787-ben a virágzó sopronyi gimnázium élére helyezték. Itt írta legtöbb pedagógiai értekezését: nem alkalmazkodott a «Ratio Educationis» utasításaihoz, hanem saját kipróbált módszereivel igyekezett azokon segíteni. Ezért a helytartótanács dicsérettel halmozta el és felszólította, hogy fejtse ki bővebben «Super rationibus didacticis» c. munkáját, mire «De politico scholarum regimine» c. másik munkáját is beadta.
Ajánlotta a természetrajznak az élet hasznosságának megfelelően való előadását és szívesen látta volna a közjogot, a számtant és a fizikát a gimnáziumi tantárgyak közt; a történelem tanításánál pedig a nagy jellemek ismertetése alkalmával mindig előtérbe kívánta helyeztetni hazai nagyjainkat. A soproni iskolát mintaiskolává emelte; hírére nem egyszer érte ama kitüntetés, hogy az uralkodó család tagjai előtt mutathatta be növendékei haladását. Az 1790. káptalanban érdemei elismeréseül sopronyi állásának meghagyása mellett a piarista rend kormánysegédének választották meg. Megbízták egy hazafias beszéd szerkesztésével, melyben a magyar ifjúság II. Lipót király iránt tartozó tiszteletre buzdíttatik. Ebben vallási türelemre serkenti az ifjúságot és így végzi: «Barátsággal és békés együttéléssel elérhetjük, hogy mivel ugyis egy vérből származunk és egy nemzet gyermekei vagyunk, egy vallás kebelén egyesülünk mindnyájan.»
Sopronyi működése idején Széchényi Ferenc gróffal, a Nemzeti Múzeum alapítójával, szoros barátságot kötött és nagy befolyással volt a nemes gróf terveinek megvalósításánál. A rendnek 1796 őszén Vácon tartott káptalan gyűlésén rendfőnöknek választották meg. 1795-ben szigorúan eltiltotta a rizsporral behintett hajfonatok, csatos cipők, háromszögletű, szalaggal diszített kalapok viselését. Az 1799-es pesti kongregációban, valamennyi szavazattal, ismét őt választották meg a rend fejévé. Több rendház és templom összedőléssel fenyegetett; elsősorban ezek helyreállításán fáradozott; így a kecskeméti rendházat és templomot, a Koháryak, mint alapítók, segítségével és gyűjtéssel kijavíttatta. Ő emelte fel rendjét az erkölcsi és szellemi tespedésből; ő óvta meg a szabadosság és vallástalanság korában a káros külbehatásoktól; ő plántálta vissza a rendbe a régi lelkesedést, ő eszközölte ki az udvarnál a rend régi alkotmányának visszaállítását és évi dotálását, s ő készítette el az utat a rend nagyobbmérvű anyagi segélyezésére.
Az 1801. év végén hivatalos látogatás végett Nagykároly felé tartott; már közel volt a városhoz, mikor a megvadult lovak összezúzták és felborították a kocsit és ő halálosan megsebesítve maradt az úton; gyógykezelés végett bevitték a nagykárolyi kollégiumba; innen napok múlva Pestre szállították, ahol kilenchavi szenvedés után 1802. április 6-án meghalt.

## Művei
- Oratio nomine universitate habita, dum D. Samuel L. B. de Bruckenthal, M. Transilvaniae principatus gubernator Dno comiti Georgio Bánffi, universit. Claudiopolit. directori regio D. comitem Joan. Nep. Csáki, universitatis directorem solenni inauguratione substitueret. Claudiopoli (1776. okt. 15.)
- Oratio quam in caes. regi universitate Claudiopolitana dvm solennibus avspiciis aa. ll. et scientiarum studia instaurarentur, dixit ... rector 1777 (itthon és külföldön négy kiadást ért)
- Oratio habita dum in Claudiopolitana caes. regia universitalte aa. ll. scientiarum studia solenni auspicio instaurarentur, anno scholastico 1779. Claudiopoli
- Oratio qua in jvstis fvneris ... M. Theresiae parentavit ... Uo. 1780 (Viennae, 1782)
- Oratio a S. P. r. Soproniensis gymnasii directore, habita ad ejusdem gymnasii alumnos post Leopoldi II. solennem inaugurationem in regem Hungariae apostolicum. Viennae, 1791
- Oratio habita ad gymnasii alumnos post gloriosissimas Francisci II. romanorum imperatoris et regis Hungariae apost. inaugurationes coram. Sopronii, 1792
- Oratio ad juventutem scholasticam regii Soproniensis gymnasii habita. Viennae, 1794
- Oratio ... Soproniensis gymnasii director in eodem gymnasio regni Hungariae palatino Leopoldo Alexandro parentavit dum in frequentissimo omnis ordinis hominum concursu ejusdem serenissimi principis exequias Sopronii celebraret. Sopronii, 1795
- S. Pállya orationes octo publice habitae. Edidit ac praefatus est de vi eloquentiae cum probitate coniungenda Alexius Horányi, Pestini, 1797 (előbbeni nyolcz beszédének kiadása)

Kéziratban maradtak következő iskolai szinművei: Darius, acta a nobilibus ac ingenuis adolescentibus eloquentiae utriusque studiosis Vesprimii apud scholas pias Ao. 1767. (Színlapja és Argumentuma maradt reánk); egy latin pásztorjátéka, töredékben; Pazarlay és Szűkmarkosy cz. három felv. magyar színműve szintén Veszprémben került színre (Takáts mutatványt közöl belőle; érdekes fölemlíteni, hogy Pazarlay szerepét Fábsics, Magyariét Bartakovics játszotta); 1768-ban Veszprémben színre került egy cím nélküli vígjátéka, melyet a szereplő személyek után bátran idézhetünk a Ravasz és szerencsés czímmel (ezt is bőven ismerteti és mutatványt közöl belőle Takáts); még számos kéziratát a piarista rend budapesti levéltárában őrzik.